# Nosa Igiebor (Fußballspieler)
Emmanuel Nosakhare Igiebor (* 9. November 1990 in Abuja) ist ein nigerianischer ehemaliger Fußballspieler.

## Karriere

### Verein
Igiebor spielte für die Jugendmannschaften des Verein Sharks FC, ehe er 2005 hier seine Profikarriere startete und 2007 zu Warri Wolves FC wechselte. Von hier aus begann er 2011 mit seinem Wechsel zum norwegischen Verein Lillestrøm SK seine Auslandskarriere. 2011 zog er zum israelischen Verein Hapoel Tel Aviv weiter und holte mit diesem in seiner ersten Saison den Israelischen Pokal. Bereits nach einer Spielzeit wurde er gegen eine Ablösesumme von 1,2 Millionen Euro an Betis Sevilla abgegeben.
Nach zweihalb Spielzeiten bei Real Betis zog Igiebor in der Sommertransferperiode 2014 zum Maccabi Tel Aviv weiter. Mit diesem Verein wurde er in der Saison 2014/15 Israelischer Meister und Pokalsieger und holte damit das Israelische Double. In der gleichen Saison holte er mit seinem Team auch den Israelischen Ligapokal.
In der Wintertransferperiode 2016/17 wurde Igiebor in die türkische Süper Lig zu Çaykur Rizespor abgegeben und spielte für diesen bis zum Sommer 2017.

### Nationalmannschaft
Igiebor startete seine Nationalmannschaftskarriere bei der nigerianischen U-23-Nationalmannschaft. Im November 2011 gab er sein Debüt für die nigerianische A-Nationalmannschaft.

## Erfolge
Mit Hapoel Tel Aviv
- Israelischer Pokalsieger: 2011/12

Mit Maccabi Tel Aviv
- Israelischer Meister: 2014/15
- Israelischer Pokalsieger: 2014/15
- Israelischer Ligapokalsieger: 2014/15